# Штакоровица
Штакоровица је насељено место на Кордуну, у саставу општине Војнић, Карловачка жупанија, Република Хрватска.

## Историја
Штакоровица се од распада Југославије до августа 1995. године налазила у Републици Српској Крајини.

## Становништво
Штакоровица је према попису из 2011. године имала 23 становника.

### Број становника по пописима
| Националност   | 2001. | 1991. | 1981. | 1971. | 1961. | 1953. | 1948. | 1931. | 1921. | 1910. | 1900. | 1890. | 1880. | 1869. | 1857. |
| бр. становника | 18    | 53    | 67    | 80    | 106   | 116   | 160   | 184   | 177   | 144   | 166   | 188   | 129   | 150   | 199   |

### Национални састав
Данас у селу већину становништва чине они који су се изјаснили као „национално неопредељени“.
| Националност       | 2001.       | 1991.       | 1981.       | 1971.     | 1961.        |
| Срби               | 6 (33,33%)  | 49 (92,45%) | 60 (89,55%) | 80 (100%) | 104 (98,11%) |
| Хрвати             | 0           | 0           | 0           | 0         | 1 (0,94%)    |
| Југословени        | 0           | 4 (7,54%)   | 5 (7,46%)   | 0         | 0            |
| остали и непознато | 12 (66,66%) | 0           | 2 (2,98%)   | 0         | 1 (0,94%)    |
| Укупно             | 18          | 53          | 67          | 80        | 106          |